# Makthaverskan
Makthaverskan es un banda de post punk originaria de Gotemburgo (Suecia).

## Historia
Makthaverskan comienza en 2008 con la publicación de un mini CD con una colección de demos y de su álbum debut homónimo, publicado por Luxury Records. Según la vocalista Maja Milner, el nombre Makthaverskan tiene no tiene significado real. Declare que "El nombre de la banda solo provino del amigo de Hugo quién lo hizo, y pensamos que suena fresco, así que lo tomamos. El significado es realmente duro de describir en inglés, pero es la forma femenina de alguien con mucho poder. Soyakthavare,' es la versión masculina, así que soyakthaverskan' es la versión femenina." También declaró que, "no tuvimos pensamientos de fondo sobre el significando, pero pienso que me describe me bastante bien, desde entonces nosotros lo tomamos de una forma potente".
En 2011, la banda lanzó un sencillo titulado Antabus. Dos años más tarde, la banda lanzó un 7" sencillo titulado Something More y su segundo álbum de larga duración, titulado Makthaverskan II. En 2015, la banda liberó un 7" titulado Testigo.

## Miembros de banda
- Maja Milner (voz)[6]
- Hugo Randulv (bajo, guitarra)
- Irma Pussila Krook (bajo, guitarra)
- Gustav Dato Andersson (guitarra)
- Andreas Palle Wettmark (batería)

## Discografía
Álbumes de estudio
- Makthaverskan (2009, Luxury)
- Makthaverskan II (2013,  Luxury)

Sencillo
- Antabus (2011, Lujo)
- Something More (2013, Luxury)
- Witness (2015, Luxury, Run For Cover)